# Amphoe Phrao

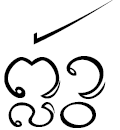
„Phrao“ in Lan-Na-Schrift

Amphoe Phrao (thailändisch อำเภอ พร้าว) ist ein Landkreis (Amphoe – Verwaltungs-Distrikt) im Nordosten der Provinz Chiang Mai. Die Provinz Chiang Mai liegt in der Nordregion von Thailand. 

## Geographie
Benachbarte Landkreise (von Süden im Uhrzeigersinn): die Amphoe Doi Saket, Mae Taeng, Chiang Dao, Chai Prakan der Provinz Chiang Mai, sowie die Amphoe Mae Suai und Wiang Pa Pao der  Provinz Chiang Rai.

## Geschichte
Der Name Phrao wurde der Stadt um 1281 von König Mangrai des Königreichs Lan Na gegeben, als er auf dem Weg war, das Königreich Hariphunchai zu erobern. Danach sandte Mangrai seinen dritten Sohn Khrua, um über Phrao zu herrschen. Später wurde Phrao eine wichtige Stadt des Lan-Na-Königreichs.
Etwa 100 Jahre später soll König Tilokarat, der als Gott-König von Lan Na angesehen wurde, Phrao regiert haben, bevor er zum König gekrönt wurde.

## Sehenswürdigkeiten
- Wat Mae Pang (Thai: วัดแม่ปั๋ง) – buddhistischer Tempel (Wat) der thailändischen Waldtradition.

## Verwaltung

### Provinzverwaltung
Der Landkreis Phrao ist in elf Tambon („Unterbezirke“ oder „Gemeinden“) eingeteilt, die sich weiter in 109 Muban („Dörfer“) unterteilen.
| Nr. | Name        | Thai    | Muban | Einw. |
| --- | ----------- | ------- | ----- | ----- |
| 01. | Wiang       | เวียง    | 06    | 3.449 |
| 02. | Thung Luang | ทุ่งหลวง  | 06    | 1.686 |
| 03. | Pa Tum      | ป่าตุ้ม    | 12    | 5.355 |
| 04. | Pa Nai      | ป่าไหน่   | 10    | 4.458 |
| 05. | San Sai     | สันทราย  | 15    | 6.517 |
| 06. | Ban Pong    | บ้านโป่ง  | 08    | 3.842 |
| 07. | Nam Phrae   | น้ำแพร่   | 08    | 3.298 |
| 08. | Khuean Phak | เขื่อนผาก | 10    | 4.748 |
| 09. | Mae Waen    | แม่แวน   | 11    | 5.334 |
| 10. | Mae Pang    | แม่ปั๋ง    | 14    | 6.205 |
| 11. | Long Khot   | โหล่งขอด | 09    | 4.675 |

### Lokalverwaltung
Es gibt sechs Kommunen mit „Kleinstadt“-Status (Thesaban Tambon) im Landkreis:
- Pa Tum (Thai: เทศบาลตำบลป่าตุ้ม) bestehend aus dem kompletten Tambon Pa Tum.
- Pa Nai (Thai: เทศบาลตำบลป่าไหน่) bestehend aus dem kompletten Tambon Pa Nai.
- Ban Pong (Thai: เทศบาลตำบลบ้านโป่ง) bestehend aus dem kompletten Tambon Ban Pong.
- Nam Phrae (Thai: เทศบาลตำบลน้ำแพร่) bestehend aus dem kompletten Tambon Nam Phrae.
- Wiang Phrao (Thai: เทศบาลตำบลเวียงพร้าว) bestehend aus den kompletten Tambon Wiang, Thung Luang.
- Mae Pang (Thai: เทศบาลตำบลแม่ปั๋ง) bestehend aus dem kompletten Tambon Mae Pang.

Außerdem gibt es vier „Tambon-Verwaltungsorganisationen“ (องค์การบริหารส่วนตำบล – Tambon Administrative Organizations, TAO)
- San Sai (Thai: องค์การบริหารส่วนตำบลสันทราย) bestehend aus dem kompletten Tambon San Sai.
- Khuean Phak (Thai: องค์การบริหารส่วนตำบลเขื่อนผาก) bestehend aus dem kompletten Tambon Khuean Phak.
- Mae Waen (Thai: องค์การบริหารส่วนตำบลแม่แวน) bestehend aus dem kompletten Tambon Mae Waen.
- Long Khot (Thai: องค์การบริหารส่วนตำบลโหล่งขอด) bestehend aus dem kompletten Tambon Long Khot.